# Háromszéki Ágyúsok
A Háromszéki Ágyúsok egy romániai jégkorongcsapat Kézdivásárhelyen. A csapat a román jégkorong-bajnokságban játszik.

## Története
A csapatot 2005-ben alapították a sepsiszentgyörgyi Királypingvinek Jégkorong Klub és a kézdivásárhelyi HC Bikák összeolvadásával. A 2021-22-es szezontól kezdve játszik a román jégkorong-bajnokságban.